# Cedusa fusca
Cedusa fusca är en insektsart som beskrevs av Frederick Arthur Godfrey Muir 1928. Cedusa fusca ingår i släktet Cedusa och familjen Derbidae. Inga underarter finns listade i Catalogue of Life.